# Université Wesleyenne de l'Ohio
Ne doit pas être confondu avec Université Wesleyenne.
L’université wesleyenne de l'Ohio (Ohio Wesleyan University) est un établissement privé d’enseignement supérieur situé à Delaware, dans l’Ohio.
Fondée par des méthodistes en 1844, cette université porte le nom de John Wesley, le fondateur du méthodisme, comme c’est le cas de nombre d’établissements d’enseignement supérieur aux États-Unis. Contrairement à ce que pourrait laisser supposer son nom, elle n’a pas un caractère confessionnel et admet des étudiants de toutes les croyances.
Avec un effectif de 150 enseignants pour 1 950 étudiants, cette université est une des huit qui font partie de la célèbre Ohio Five League, dont l’Oberlin College est également membre.

## Fondateurs
C’est en 1841 qu’Adam Poe et Charles Elliott décidèrent d’établir une université « de tout premier ordre » (of the highest order) dans le centre de l’Ohio. Pour atteindre un tel objectif, ils achetèrent le Mansion House Hotel, une ancienne station thermale avec la Source de Soufre, avec l’aide de fonds que les résidents avaient mis à leur disposition. La charte qu’ils rédigèrent, mettant l’accent sur « l’esprit démocratique de l’éducation », fut approuvée par l’assemblée législative de l’Ohio. Au début de l’année suivante, ils ouvrirent un cours préparatoire à l’université et créèrent un conseil d’administration. L’université wesleyenne de l’Ohio fut ouverte le 13 novembre 1844 en tant qu’institution méthodiste mais ouverte à toutes les confessions, avec une section d’arts libéraux (sciences humaines) pour les étudiants de sexe masculin.
Dans son discours inaugural du 5 août 1846 le premier président de l'université Wesleyenne, Edward Thomson, voyait dans cette institution « un produit de l’ouverture d’esprit de la population locale ». C’est cette philosophie libérale qui contribua à la faire s’élever avec force contre l’esclavage en 1850. En 1862, à l’occasion de la célébration annuelle de l’anniversaire de George Washington, les Wesleyens manifestèrent leur accord avec les « idéaux de la démocratie » à l’occasion du discours inaugural de leur deuxième président, Frederick Merrick.

## Personnalités liées à l'université

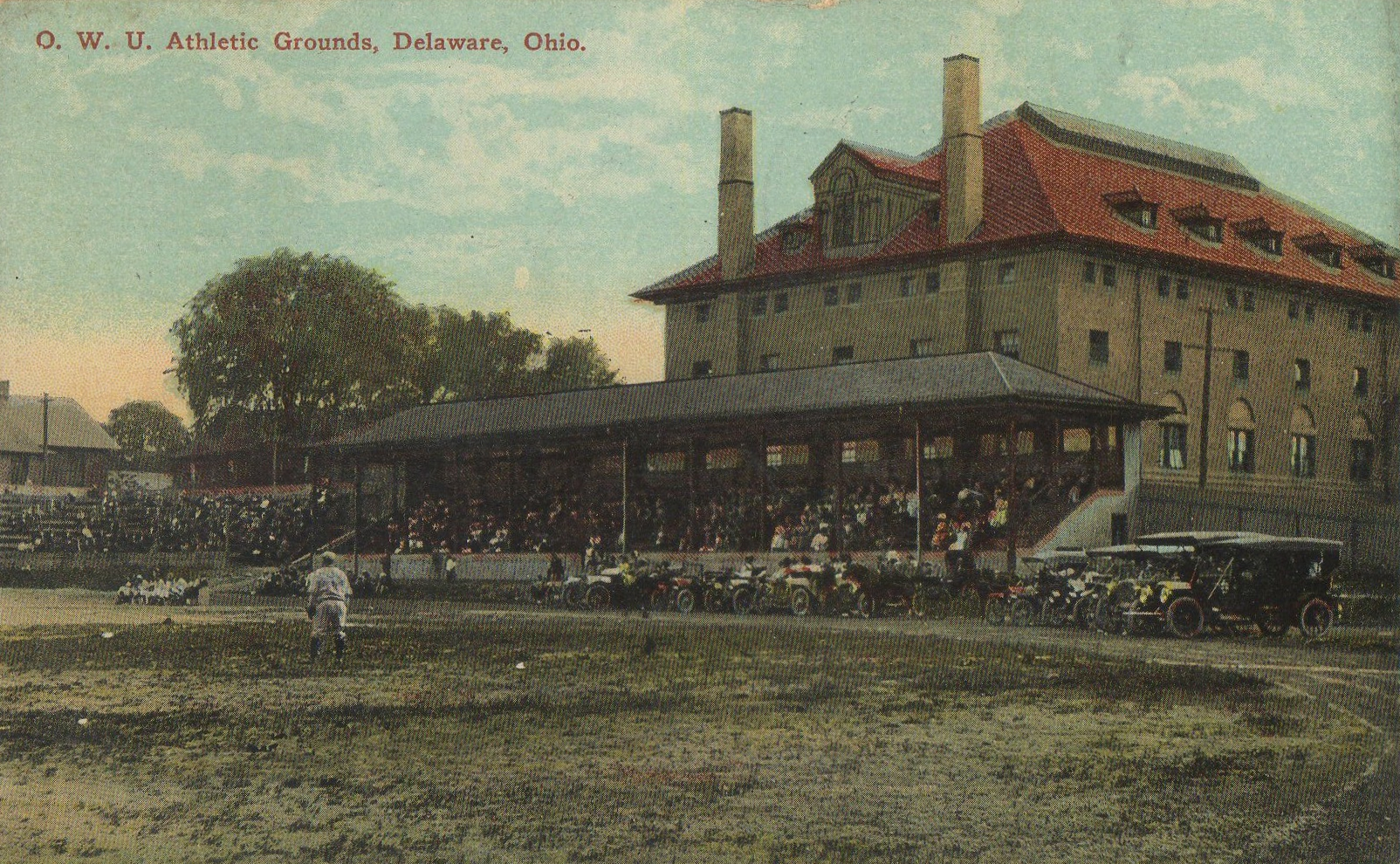
Terrain de sport de l'université, en 1915.